# Ue o muite arukou
"Ue o muite arukou" (上を向いて歩こう nghĩa là "Ngước lên trong khi bước đi") là bài hát Nhật Bản được trình bày bởi ca sĩ Kyu Sakamoto (坂本九, Sakamoto Kyuu), do Rokusuke Ei viết lời và Hachidai Nakamura sáng tác nhạc. Bài này còn được biết dưới tên Sukiyaki, nhất là ở những xứ nói tiếng Anh. Bài hát đứng đầu danh sách bán ra ở Mỹ năm 1963, và là bài hát Nhật duy nhất làm được điều này cho đến nay.
Lời bài hát bắt đầu bằng:
上を向いて歩こう ue o muite arukou (ngước lên trong khi bước đi)
涙がこぼれないように namida ga kobore nai you ni (để nước mắt không rơi xuống)
思い出す春の日 omoidasu haru no hi (nghĩ về những ngày xuân)
一人ぼっちの夜 hitoribocchi no yoru (đêm đơn độc)

Bản gốc của "Ue o muite arukou"

Bản thu âm được hãng Toshiba phát hành lần đầu ở Nhật vào năm 1961. Năm 1963, hãng thu Pye Records (Anh) phát hành bản cover do Kenny Ball and his Jazzmen trình bày. Họ lo ngại tựa bài hát khó nhớ/phát âm đối với thính giả nói tiếng Anh, nên đã dùng tên mới là "Sukiyaki". Tựa này tiếp tục được Capitol Records ở Mỹ và His Master's Voice ở Anh dùng khi phát hành phiên bản nguyên thủy của Kyu Sakamoto vài tháng sau đó.
Tên sukiyaki không liên hệ gì với lời nhạc cũng như ý nghĩa của bài hát; lý do nó được dùng do tính ngắn gọn, dễ nhớ, có liên hệ với Nhật, và quen thuộc hơn với người dùng tiếng Anh (có rất ít người hiểu lời tiếng Nhật). Sukiyaki còn là tên một loại món ăn quen thuộc của người Nhật.
Tiếp bước theo "Sukiyaki," "China Nights (Shina no yoru)" của Sakamoto được xếp hạng 58 trong bảng xếp hạng của Mỹ vào năm 1963; và mãi 16 năm sau bộ đôi nữ Pink Lady bước vào top 40 bảng xếp hạng của tạp chí Billboard, Mỹ, với bài "Kiss In The Dark."
Vào 16 tháng 3 năm 1999, Bưu điện Nhật Bản phát hành tem kỉ niệm bài hát này.
Kyu Sakamoto là một trong 520 người chết trong vụ tại nạn máy bay Japan Airlines 123 gần Gunma ngày 12 tháng 8 năm 1985. Ông hưởng dương 43 tuổi.

## Các bản cover và biến thể
Một số nghệ sĩ đã thu âm các bản cover của bài hát này, và một số người khác lại viết lại và/hoặc trình bày bài hát dựa trên giai điệu của nó. Bản cover 1981 của nhóm nhạc A Taste of Honey đoạt vị trí thứ 3 ở bảng Billboard Hot 100 (Adult Contemporary and R&B number one) của Mỹ, còn bản 1995 của nhóm 4PM đoạt vị trí thứ 8 năm 1995.
Cả hai bản của 4PM và A Taste of Honey dùng cùng một lời tiếng Anh, do Janice Marie Johnson của nhóm A Taste of Honey viết. Trong The Billboard Book of Number One R&B Hits, Johnson nói rằng khi dịch lời tiếng Nhật sang tiếng Anh, cô nhận thấy có thể hiểu lời nhạc theo 3 cách: một người đang đi đến nơi bị hành hình, một người đang cố gắng lạc quan trước những thử thách của cuộc sống, hoặc câu chuyện về một cuộc tình bị kết thúc. Cô giải thích "Khi đó tôi đang tuyệt vọng về tình cảm nên tôi quyết định viết về cuộc tình tan vỡ." Nhóm A Taste of Honey, khá nổi tiếng ở Nhật (Johnson và bạn cùng nhóm, Hazel Payne, thường mặc kimono ở buổi hoà nhạc), cũng xem phiên bản bài hát này của họ là phần đóng góp tặng cho một trong những đất nước tại đó họ nổi danh nhất, và họ cũng thêm một lời "Sayonara" thầm thì và thê lương vào cuối bài hát.
Bản tiếng Tây Ban Nha (dịch từ lời của Janice-Marie Johnson) cũng được ca sĩ nhạc Tejano đã quá cố Selena ghi âm vào năm 1989.
Các ban nhạc hoặc ca sĩ đã thu âm bản cover hoặc biến thể của bài hát Ue o muite arukou nguyên thủy:
- Trung Hành (tiếng Việt dưới tựa "Yêu em trọn kiếp/Ân tình xưa")
- 4PM
- A Taste of Honey
- Ace Cannon
- Albert Au
- Amos Garrett, Doug Sahm & Gene Taylor
- Anita Mui
- Ann-Mette Elten
- Azman Mohamed
- B-DASH
- Bambi
- Baron
- Big Daddy
- Big Mama Sue Trio
- Bill & Boyd
- Billy Vaughn
- Bleed For Freedom
- Blue Diamonds (bản tiếng Anh và tiếng Đức)
- Bob Dylan với sự tham gia của Tom Petty & the Heartbreakers
- Bobby Caldwell
- Boukman Eksperyans (bản Haïtian Kréyòl)
- Brave Combo
- Breakaways
- Brita Koivunen (bản tiếng Phần Lan)
- Bryan Adams
- Budak Pantai
- Carmen Cavallaro
- Cecilio & Kapono
- Chet Atkins
- Chris Moore & the Free Spirits
- Claude Valade
- Cornell Hangovers
- Cover Girls
- Crane
- Daniela Mercury
- David H. Yakobian
- David Whittaker
- Diana King
- Diana Yukawa & Nigel Clayton
- Dick Lee
- Die Rivieras (bản tiếng Đức)
- Dixie Aces
- Doug E. Fresh & Slick Rick (một khổ từ "Ue o muite arukou")
- The Dreamlovers
- Eri Ii /theremin player
- Esko Sorsa
- Fair Warning
- Fernando Montenegro
- The Four Preps
- Friends of the Andes
- Fusa & the Place
- Gigi Leung
- Giovanni
- Han Dae-Soo
- Hazel Payne (thành viên của A Taste of Honey)
- Hecoki Mushi
- Hey! Say! JUMP
- Hikaru Utada
- Hollyridge Strings
- Husky & the Sandmen
- Ian Sweetness
- Jennifer Lara & the Brentwood Rockers
- Jerry Cole & the Spacemen
- Jewel Akens
- Joey Fatone
- Johan Dalgas Frisch
- John Kuek
- Kai
- Kai Winding
- Keisuke Kuwata
- Kenji Hino
- Kenny Ball & his Jazzmen
- King Curtis
- KISS
- Khoo Cheng (một giáo viên từ Johor Baru,Malaysia.)
- Koko Montana
- Kong Ling
- Kyu Sakamoto & Maiko
- Laurindo Almeida
- Lenny Dee
- Lynda Trang Dai
- Little Singers of Tokyo
- Los Panchos
- Lucille Starr (tiếng Pháp)
- Mack the Knife
- The Majestic Orchestra
- Marcel Amont (tiếng Pháp)
- Margot Lefebvre (tiếng Pháp)
- Martin Denny
- Mary J. Blige (một phần của bài hát "Everything", năm 1997)
- Masashi Sada
- Melcochita (tiếng Tây Ban Nha)
- The Mermen
- Misora Hibari
- Nahki
- Nikki Monroe (Yukie Kobayashi)
- Nippon Choir & Little Singers
- The Nits
- The Nor'easters
- Northwestern Asterik
- Orange Appeal
- Otto Brandenburg (tiếng Đan Mạch)
- Pannida Sevatasai
- Pastel Vespa
- Pat Donahue (bài hát nhại lại "Sushi-Yucky")
- Paula Lisa
- The Peanuts
- The Pickkets
- Power Jungle
- Quamo (tiếng Philippines)
- Quique Roca (tiếng Tây Ban Nha)
- Raagapella
- Raphael Saadiq (dùng một phần trong giai điệu của bản hit "Ask Of You" năm 1995)
- Raquel Rastenni (tiếng Đan Mạch)
- Ray Davis & his Orchestra
- RC Succession
- Richard Clyderman
- Rim D. Paul
- Roger Wang
- Sami Kaneda
- Sandi
- Sayoko với sự tham gia của Beenie Man
- Seam với sự tham gia của Yan Pan
- Selena
- The Shi-Tones
- The Silhouettes
- Sister Carla
- Slick Rick (phần lời trong "La-Di-Da-Di")
- Snoop Doggy Dogg (phần lời trong "Lodi Dodi," Bản cover "La-Di-Da-Di" của Slick Rick)
- Soeur Plus!
- Stanford Mendicants
- Stjepan Jimmy Stanic (Bản tiếng Croatia)
- Styx
- Jack Straw (cựu Bộ trưởng Ngoại giao Anh)
- Sugar Lunch
- The Sunday Girls
- The Busters
- Takeo Ischi
- Teresa Carpio & HKPO (tiếng Trung Quốc)
- Tokyo Kosei Wind Orchestra (một phần trong bản tưởng niệm Kyu Sakamoto)
- Tommy Emmanuel
- Tony Vos (tiếng Hà Lan)
- Trio Esperança (tiếng Bồ Đào Nha)
- Trish Thùy Trang (tiếng Anh + Nhật - biểu diễn ASIA cuốn 42)
- Tsuyoshi Nagabuchi
- Tuck & Patti
- Two Hoots & A Holler
- The Ventures
- Voice of Love Posse
- Wanda Aubrey (tiếng Hà Lan)
- Werner Müller
- Will Smith với sự tham gia của Biz Markie & Slick Rick (một

khổ nhạc)
- Yamasaki Hako
- Yami Bolo